# Prinsbisdom Lausanne
Lausanne was een tot de Boven-Rijnse Kreits behorend prinsbisdom binnen het Heilige Roomse Rijk.

## Geschiedenis

### Bisdom
Reeds in de Romeinse tijd werd er een bisdom te Avensches de oude hoofdplaats van de Helveten gesticht, dat omstreeks 600 werd verplaatst naar Lausanne. Tot 1801 zou het bisdom behoren tot de kerkprovincie Besançon.
Na het verval van het Karolingische Rijk kwam Genève in het zogeheten markgraafschap "Transjuranië" te liggen. Vanaf 855 maakte het gebied deel uit van het koninkrijk Bourgondië (ook koninkrijk Provence genoemd) van Karel van Provence. Na de dood van Karel van Provence in 863 werd het koninkrijk Provence (of Bourgogne) opnieuw verdeeld. Transjuranië ging naar de broer van Karel van Provence, Lotharius II (-869) koning van Lotharingen.
Vanaf 888 werd Transjuranië een eigen koninkrijk: Opper-Bourgondië (Burgundia Transjurana). Vervolgens werd het in 933 opnieuw verenigd met Neder-Bourgondië in het zwakke koninkrijk der Twee Bourgondiën.

### Prinsbisdom
In 1011 werd de bisschop beleend met het graafschap Vaud, wat de basis vormde voor de wereldlijke heerschappij van het bisdom. In de praktijk bezat de bisschop eerder een aantal rechten dan het land zelf. In 1079 werd het gebied uitgebreid met de goederen van Rudolf van Rheinfelden.
Na de vereniging in 1033 van het koninkrijk Bourgondië met het Heilige Roomse Rijk werd de bisschop tot de rijksvorsten gerekend.
De voogdij over het bisdom berustte tot 1218 bij de hertogen van Zähringen, daarna bij het hertogdom Savoye. De voogden slaagden erin de macht van de bisschop langzamerhand terug te dringen. De stad Lausanne wist zich in hoge mate los te maken van het prinsbisdom.
In 1334 verklaarde keizer Lodewijk de Beier de stad Lausanne tot een vrije rijksstad onder voorbehoud van de bisschoppelijke rechten. In 1525 sloot de stad Lausanne een tegen de bisschop gericht verdrag met Bern en Fribourg. Bern veroverde het land Vaud in 1536 en voerde de reformatie in. De bisschop vluchtte en resideerde in Besançon of Savoye. 
Nadat de bisschop in 1538 ook zijn rechten in de stad Lausanne verloor, werd hij niet langer tot de rijksvorsten gerekend.
In 1613 werd de bisschopszetel verlegd naar Freiburg.

## Regenten
- 800- 813:	Ulrich
- 813- 817:	Friedhar (Frederik?)
- 817     :  	Paschalis
- 827- 850:	David
- 851- 878:	Hartman, Hermnan
- 878- 892:	Hieronymus
- 892- 927:	Boso
- 928- 932:	Libo
- 932- 947:	Burghard I van Bourgondië (zoon van koning Rudolf II)
- 947- 968:	Meginhard
- 968- 985:	Egilholf II van Kyburg
- 985-1019:	Hendrik I van Bourgondië (Schänis)
- 1019-1036:	Hugo van Bourgondië (zoon van koning Rudolf III)
- 1038:		Hendrik II
- 1039:		Burghard II van Oltingen
- 1057-1089:	Burghard III
- 1089-1091:	Lambert van Granson/Gransee
- 1093-1103:	Kuno van Hasenburg-Vinelz (Fenis)
- 1103-1128:	Gerhard I van Faucigny
- 1130-1143:	Guido I van Martinach (Marlanie)
- 1144-1157:	(Sint) Amadeus van Hauterive (van Clermont)
- 1159-1177:	Landrich van Dornach (Landry de Durnes)
- 1177-1212:	Roger I (Roger de Vico Pisano)
- 1212-1220:	Berthold van Neuchâtel
- 1220-1221:	Gerhard II van Rougemont (Rothenberg)
- 1221-1229:	Willem I van Ecublens
- 1231-1239:	(Sint) Bonifacius
- 1240-1273:	Johan I van Cossonay
- 1274-1302:	Willem II van Champvent
- 1301     :	Johan(?)
- 1302-1309:	Gerhard IV van Wippingen (Girard de Vuippens)
- 1310-1312:	Otto van Champvent
- 1313-1323:	Peter van Oron
- 1323-1341:	Johan II van Rosillon
- 1341-1342:	Johan III Bertrand
- 1343-1346:	Godfried van Lucigne
- 1347-1354:	Frans van Montfaucon
- 1354     :    Amadeus van Savoyen (overleden 1376)
- 1355-1375:	Aimo I van Cossonai
- 1375-1379:	Guido II van Prangins
- 1393-1404:	Johan Münch van Landskron
- 1394-1405:	Willem III van Menthonai
- 1405-1431:	Willem IV van Challant
- 1432-1440:	Lodewijk de la Pallud
- 1433-1439:	Johan IV van Prangins
- 1440-1461:	Georg van Saluzzo
- 1462-1466:	Willem V van Varax
- 1466-1468:	Johan V van Michaelis (administrator)
- 1472-1476:	Julian della Rovere (kardinal, later als paus Julius II)
- 1476-1491:	Benedict van Montferrand
- 1491-1517:	Aimo II van Montfaucon
- 1517-1560:	Sebastiaan van Montfaucon